# Trận Saratoga
Các trận Saratoga (trong các ngày 19 tháng 9 và 7 tháng 10 năm 1777) đã quyết định số mệnh của đạo quân Anh do Tướng John Burgoyne chỉ huy trong cuộc Chiến tranh Cách mạng Mỹ và thường được xem là một bước ngoặt trong cuộc chiến. Hai trận đánh này diễn ra cách nhau 18 ngày trên cùng một bãi đất, nằm 9 dặm (14 km) về hướng Nam Saratoga, New York. Chiến dịch Saratoga của Burgoyne nhằm tách rời New England khỏi các thuộc địa phía Nam mở đầu thắng lợi, nhưng lại chậm dần do các vấn đề lô-gíc. Ông giành một thắng lợi chiến thuật nhỏ nhoi trước Quân đội Lục địa do Tướng Horatio Gates chỉ huy vào ngày 19 tháng 9 năm 1777 trận Freeman's Farm nhưng phải hứng chịu tổn thất nặng nề. Các chiến quả của ông đã bị lật ngược khi ông tiến công quân Mỹ một lần nữa trong trận cao điểm Bemis Heights vào ngày 7 tháng 10 năm ấy và người Mỹ chiếm được một phần của cứ điểm quân Anh. Trước tình hình bất lợi, Burgoyne phải rút quân, và đội quân của ông bị quân Mỹ đông đảo hơn hẳn vây bọc tại Saratoga, buộc ông phải đầu hàng vào ngày 17 tháng 7 năm 1777. Tin tức về sự đầu hàng của Burgoyne đóng vai trò chính yếu cho sự tham chiến chính thức của Vương quốc Pháp, về phe Mỹ, mặc dù trước đó Pháp đã viện trợ lương thực, đạn dược và súng ống cho người Mỹ, nổi bật là hỏa pháo hiệu de Valliere, đã đóng vai trò quan trọng trong trận Saratoga. Nước Pháp nhảy vào rồi chiến tranh trở thành một cuộc xung đột toàn cầu. Trận Saratoga này cũng khiến cho Tây Ban Nha đứng về phía Mỹ trong cuộc chiến.
Trận đánh thứ nhất vào ngày 19 tháng 9 năm ấy, mở màn khi Burgoyne điều một số lực lượng đánh bọc sườn quân Mỹ cố thủ trên cao điểm Bemis Heights. Thế nhưng, tướng Mỹ Benedict Arnold biết vậy, đã bố trí đông đúc binh sĩ trên đường tiến của quân Anh. Trong khi Burgoyne chiếm cứ được đồi Freeman's Farm, quân ông phải hứng chịu thiệt hại đáng kể. Hai bên vẫn tiếp tục giao chiến lẻ tẻ sau trận đánh, trong khi Burgoyne khao khát đợi chờ viện binh sẽ đến từ New York City. Các lực lượng dân quân kéo đến càng nhiều, gia tăng đáng kể Lục quân Lục địa. Những bất động trong bộ chỉ huy quân Mỹ đã khiến cho Gates huyền chức Arnold.
Cùng lúc với trận Saratoga lần thứ nhất, quân đội Mỹ cũng tấn công các cứ điểm của quân đội Anh trong khu vực đồn Ticonderoga, và pháo kích vào đồn vài ngày trước khi triệt thoái. Nhằm đánh lạc hướng quân Mỹ khỏi Burgoyne, tướng Anh Ngài Henry Clinton đã chiếm giữ đồn bót của quân Mỹ trên cao nguyên sông Hudson vào ngày 6 tháng 10, nhưng các nỗ lực của ông đã quá muộn để hỗ trợ Burgoyne. Burgoyne tiến công Bemis Heights lần thứ hai vào ngày 7 tháng 10.